# Acroporidae
Acroporidae of Acropora vormen een onderorde van de Scleractinia.

## Kenmerken
Zij vormen grote platte schotelvormige of vertakte formaties die wel 2 meter of meer hoog kunnen worden. De poliepen zitten in buisvormige bekertjes over het hele oppervlak verspreid. De koralen bevatten zooxanthellae. De meest soorten zijn bruinig of groenig gekleurd. Sommige bevatten ook fellere kleuren.

## Leefwijze
Dit zijn symbiotische algen die energie produceren via een proces dat fotosynthese heet. De eencellige algen produceren suikers waarvan het koraal leeft. Omdat steenkoralen vaak in voedselarme wateren leven, zijn zij voor hun voortbestaan sterk afhankelijk van deze algen. Door stijging van de watertemperatuur kunnen de algen afsterven,waardoor het koraal een bleke kleur krijgt (zie verbleking van koraal). 

## Verspreiding en leefgebied
Steenkoralen komen het meest voor op ondiepe riffen waar veel zonlicht binnendringt. Door hun snelle groei behoren zij tot de belangrijkste rifbouwers.

## Geslachten
- Acropora Oken, 1815
- Alveopora Blainville, 1830
- Anacropora Ridley, 1884
- Astreopora Blainville, 1830
- Dendracis Milne Edwards & Haime, 1849 †
- Diplocoenia Fromentel, 1857 †
- Enigmopora Ditlev, 2003
- Etalloniopsis Lebanidze, 1987 †
- Isopora Studer, 1879
- Montipora Blainville, 1830

### Synoniemen
- Astraeopora Blainville, 1830 => Astreopora Blainville, 1830
- Dendroseris Gregory, 1929 † => Astreopora Blainville, 1830
- Distichocyathus Brook, 1893 => Acropora Oken, 1815
- Favositipora Saville Kent, 1871 => Alveopora Blainville, 1830
- Heteropora Ehrenberg, 1834 => Acropora Oken, 1815
- Manopora Dana, 1846 => Montipora Blainville, 1830
- Phyllopora Ehrenberg, 1834 => Astreopora Blainville, 1830
- Polysolenia Reuss, 1866 † => Astreopora Blainville, 1830

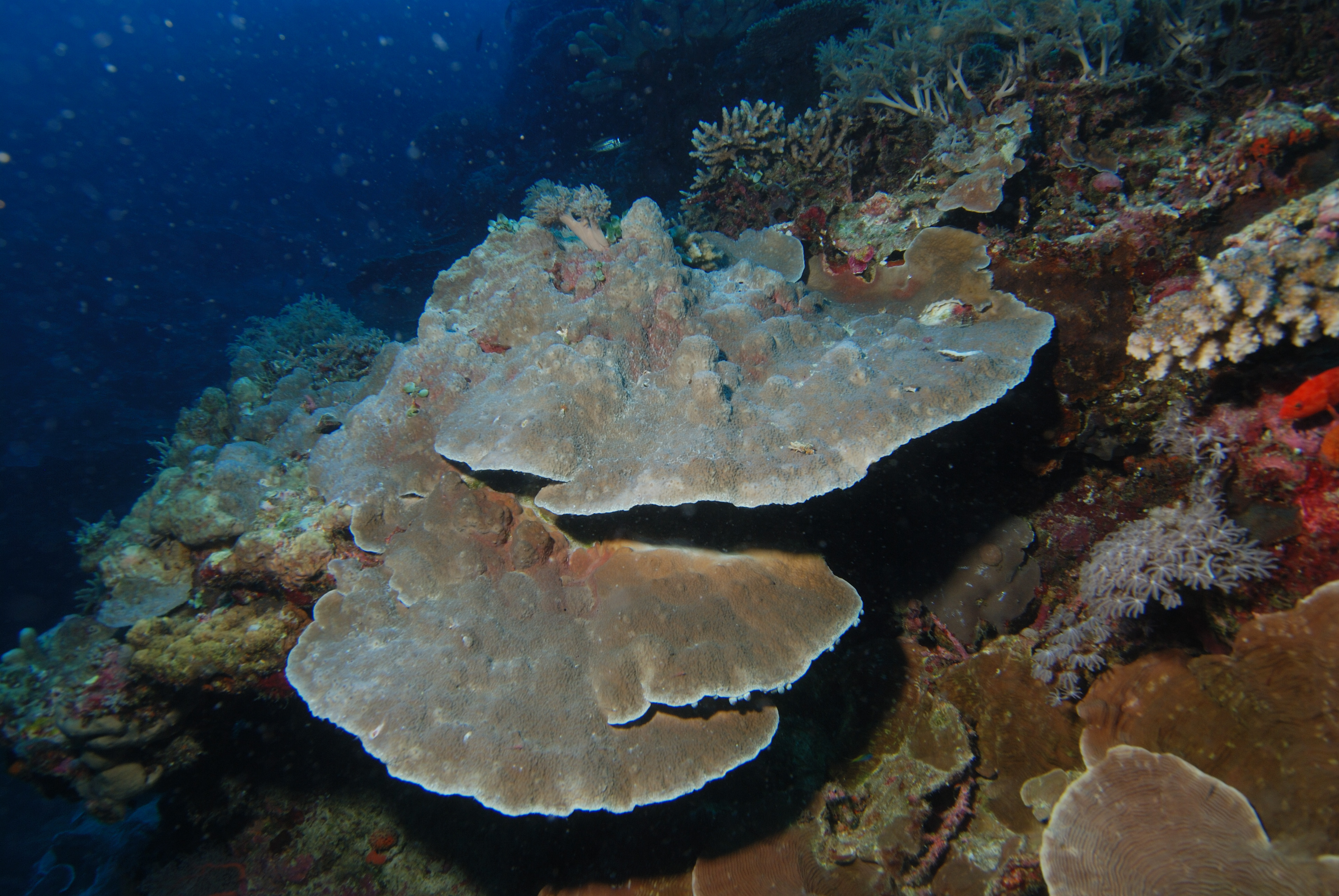
Montipora foliosa
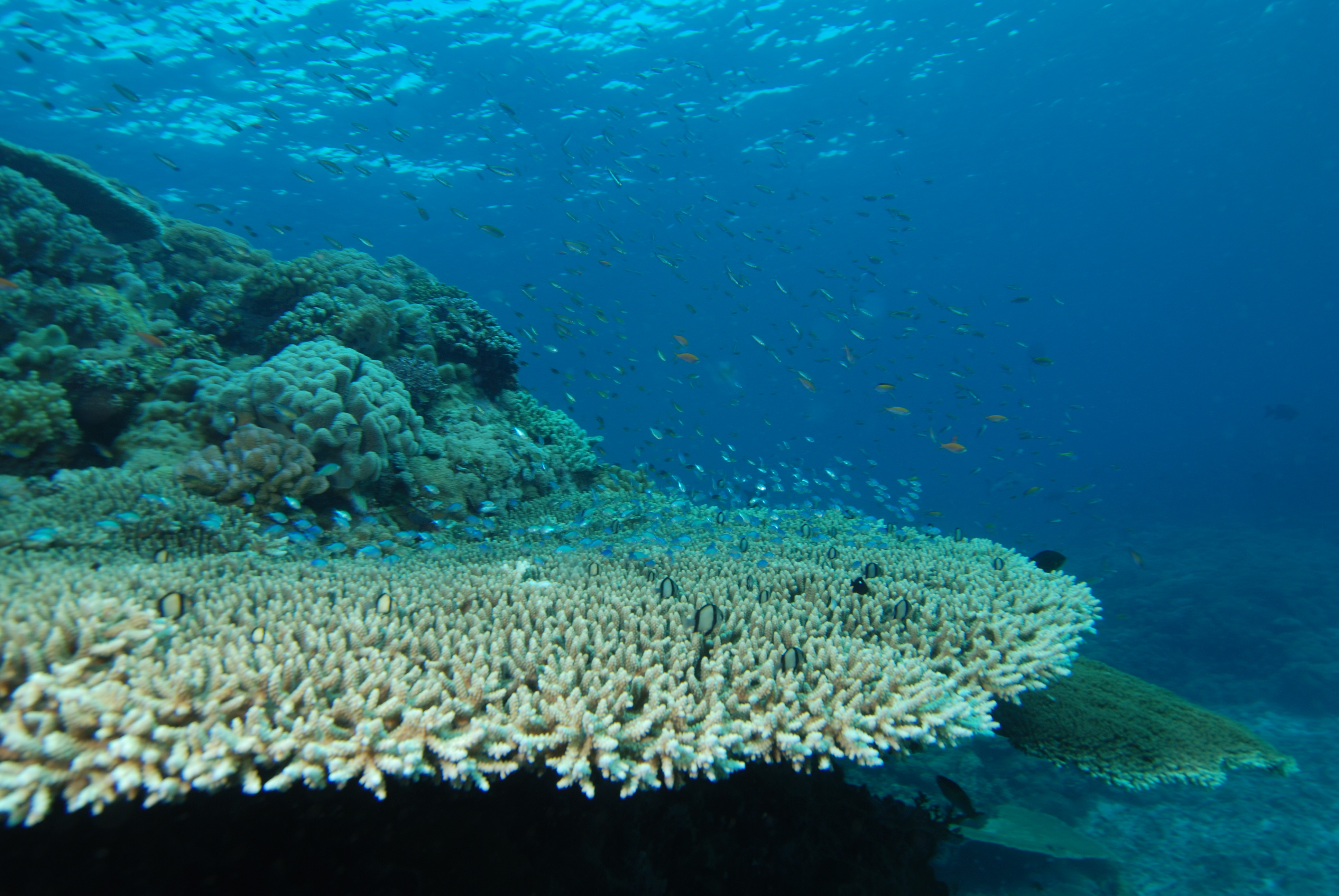
Acropora pulchra
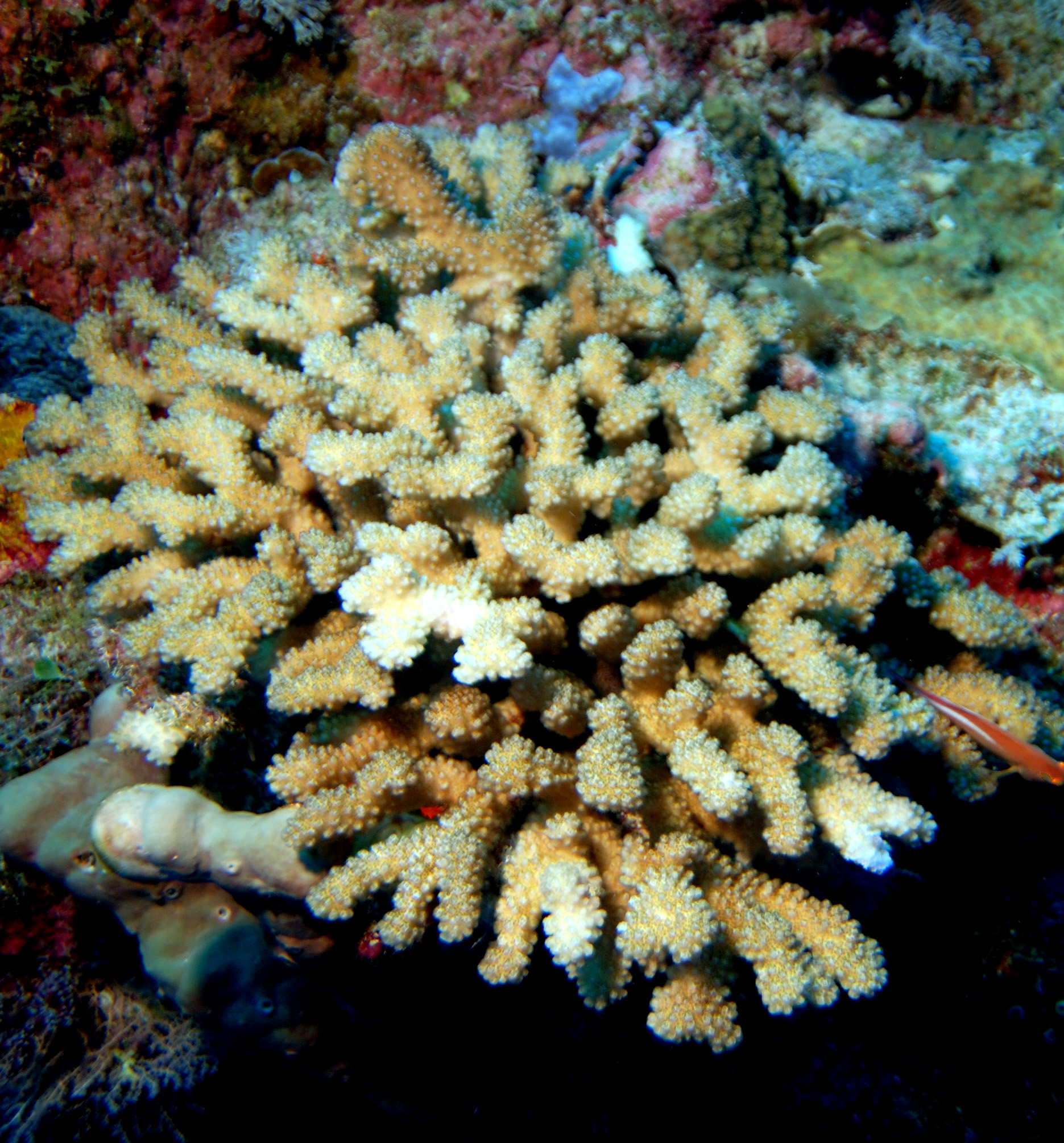
Acropora variabilis
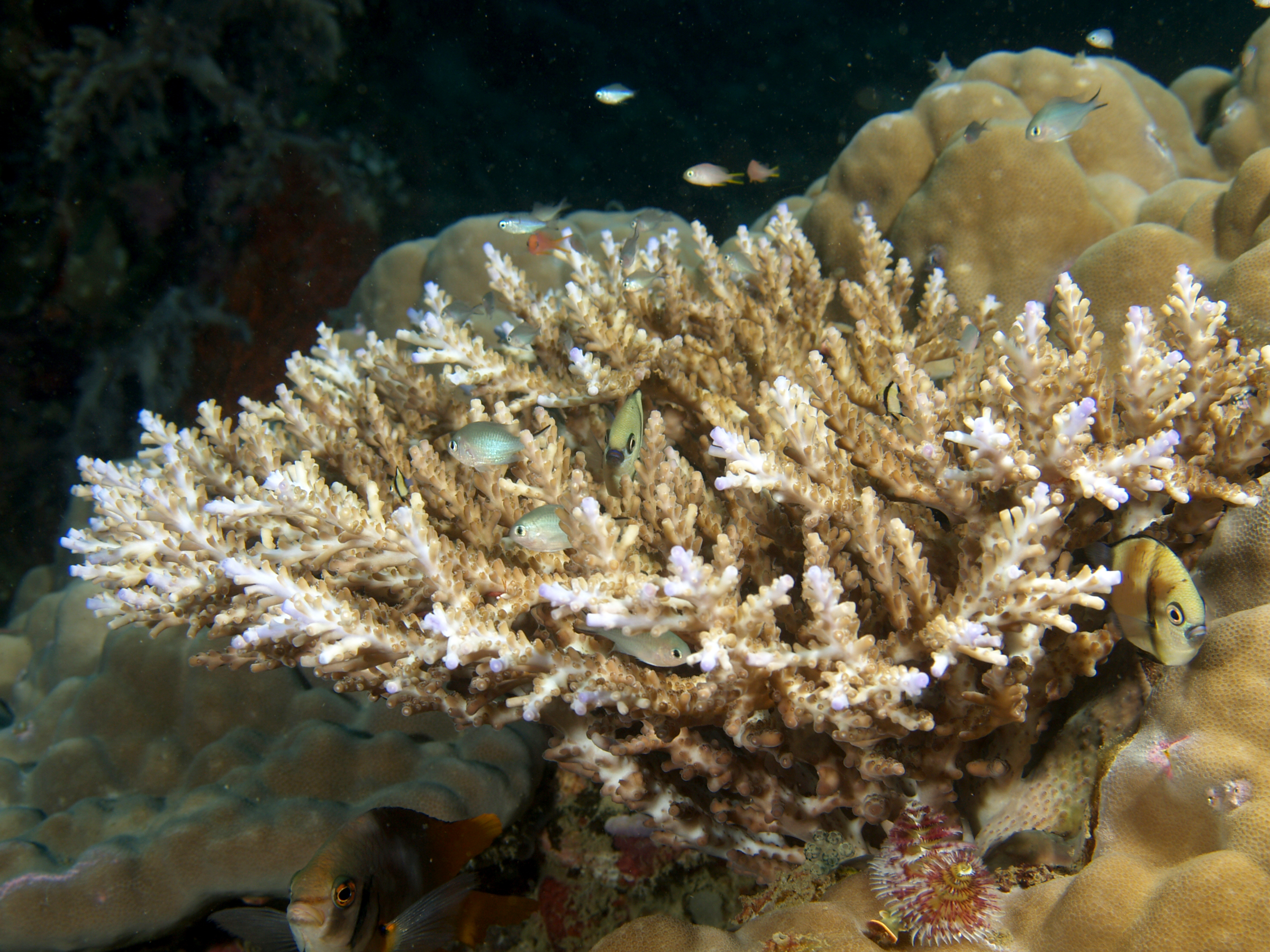
Acropora nasuta